# 大塞山 (阿爾高阿爾卑斯山脈)

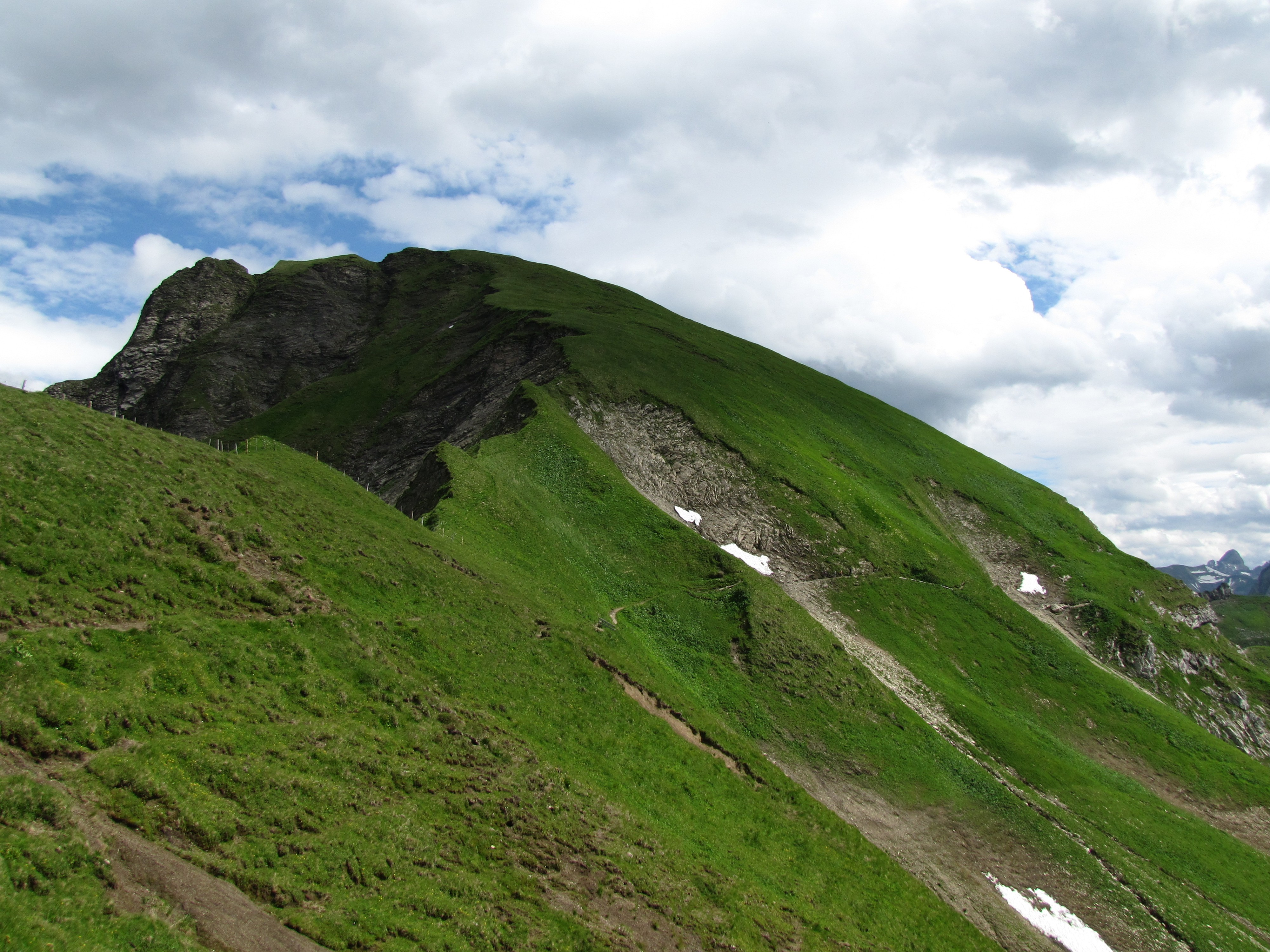

10°21′16″N 47°24′21″E / 10.35444°N 47.40583°E
大塞山（德語：Großer Seekopf），是德國的山峰，位於該國東南部，由巴伐利亞負責管轄，屬於阿爾高阿爾卑斯山脈的一部分，距離小塞山0.9公里，海拔高度2,085米，每年平均降雨量1,730毫米。